# Левицька Віра Іванівна
Левицька Віра Іванівна (26 лютого 1916 року, фільварок Старо-Порицьк, Волинь — 26 травня 2004 року, Філадельфія) — видатна українська театральна акторка. Вихованка Аполлінарії Барвінок-Карабіневич. Заслужена артистка України (2002).

## Життєпис
- 1933 вступає до трупи Опанаса Карабіневича, де виступає в першій ролі — партії Оксани в «Запорожці за Дунаєм» C. С. Гулака-Артемовського.
- 1934 р. — одружується з актором Євгеном Левицьким.
- 1935 р. — січень, переходить до трупи Яреми Стадника. Перша роль у даному театрі — Вільма Гарамі у опереті Франц Легара «Там, де жайворонок співає».
- 1935 р. — 29 вересня, виступає вперше в театрі «Заграва». 5 жовтня 1937 р. грає Ярославну в «Слові о Полку Ігоревім» Григорія Лужницького. 5 квітня 1938 р. — грає Йоганну у «Йоганні жінці Хусовій» Лесі Українки. Березень, 1936 р. — роль Марії Маґдалини у п'єсі Григорія Лужницького «Голгота».
- 1942 р. — 4 лютого грає Поліну Бреславець в «Тріюмфі прокурора Дальського» К. Гупала; 29 вересня Ренату в «Ріці» М. Гальбе; 22 грудня Донну Анну у «Каміннім Господарі» Лесі Українки.
- 21 вересня 1943 р. — грає роль Королеви Ґертруди в першій українській поставі «Гамлета» Вільям Шекспіра (реж. Йосип Гірняк).
- 28 вересня 1946 р. — грає Аполінару в п'єсі «Народний Малахій» Миколи Куліша в Ансамблі українських акторів.
- 3 травня 1948 р. — грає Ісмену в «Антігоні» Жана Ануя.
- 26 червня 1950 р. — периїздить до Сполучених Штатів Америки, де займає активну громадянську позицію. Два з половиною роки її праці в Ансамблі Українських Акторів (АУА) на терені США під мистецьким керівництвом Володимира Блавацького не позначені новими прем'єрами в її репертуарі. Перший виступ В. Левицької в США відбувся у виставі «Чорноморці» Кухаренка-Старицького, де вона грала Ївгу Цвіркуниху. Це було поновлення вистави з Німеччини, яку ставив теж в США Володимир Шашаровський. Згодом, у 1954 р. артистка відходить від АУА, лише зрідка з'являючись на сцені в окремих ролях.
- 1970 року — В. Левицька виступила в ролі Медеї у однойменному творі Жана Ануя з колишніми акторами «Заграви» й Львівського Оперного Театру (Реж. Володимир Шашаровський, сценічне оформл. — В. Бачинський, переклад — М. Понеділка).
- 31 грудня 1993 р. — помер чоловік Віри Левицької — актор Євген Левицький.